# Custard
Custard is een mengsel van eieren en melk dat verdikt wordt door het te verwarmen tot 80 °C. In de meeste gevallen wordt het gebruikt als een belangrijk bestanddeel voor een nagerecht, zoals pudding, maar ook voor andere soorten gerechten. Het kan zowel zoet als hartig bereid worden, maar de zoete variant is veruit het meest gebruikelijk.
Voor een nagerecht wordt het vaak gebruikt in combinatie met vanille en suiker of een zoetstof. Dan vormt het de basis voor vla, pudding en dessertsauzen. Custard wordt ook regelmatig toegepast in gebak. De crème brûlée en de crème anglaise uit de Franse keuken zijn nauw verwant aan custard.
Surrogaat custard op basis van maïszetmeel is in poedervorm verkrijgbaar. Dit zogeheten custardpoeder wordt dan geroerd met melk.